# ناتسونا واتانابه
ناتسونا واتانابه (انگلیسی: Natsuna Watanabe؛ زادهٔ ۲۳ مهٔ ۱۹۸۹) بازیگر، و مدل (شخص) اهل ژاپن است.